# Acanthorrhynchium papillatum
Acanthorrhynchium papillatum är en bladmossart som beskrevs av Fleischer 1923. Acanthorrhynchium papillatum ingår i släktet Acanthorrhynchium och familjen Sematophyllaceae. Inga underarter finns listade i Catalogue of Life.